# أنشوفة شوكية
أنشوفة شوكية (الاسم العلمي: Anchoa spinifer) (بالإنجليزية: Spicule anchovy)‏ هي نوع من الأسماك تتبع جنس الأنشوفة من الفصيلة البلمية.